# Schloss Winbuch

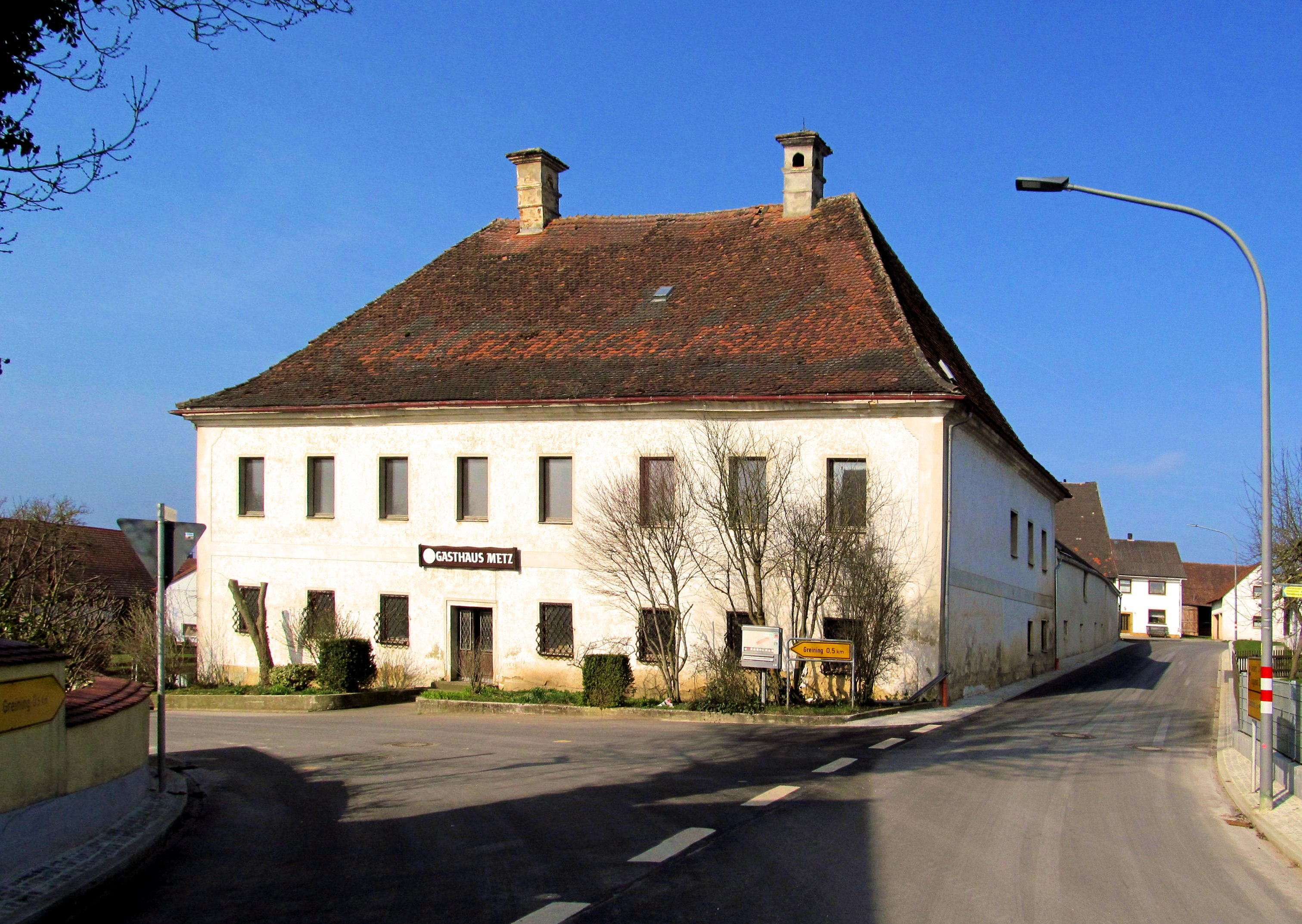
Schloss Winbuch (2015)

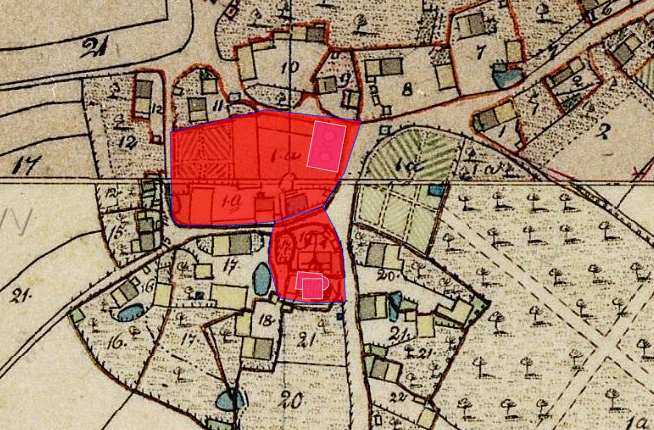
Lageplan von Schloss Winbuch auf dem Urkataster von Bayern

Das Schloss Winbuch ist ein Schloss in dem gleichnamigen Gemeindeteil Winbuch (Am Schloßberg 2), der zu der Oberpfälzer Marktgemeinde Schmidmühlen gehört. Es ist unter der Aktennummer D-2-77-144-8 als Baudenkmal verzeichnet. „Archäologische Befunde im Bereich des ehem. Schlosses Winbuch, zuvor mittelalterliche Burg“ werden zudem als Bodendenkmal unter der Aktennummer D-3-6737-0050 geführt.

## Geschichte
In dem Ort war das Geschlecht der Winpucher angesiedelt; diese waren Ministeriale der Grafen von Hohenburg. Der erste urkundlich nachweisbare Adelige war 1147 Lantfried de Windebuch, ihm folgte sein Sohn Lantfried von Windebuch (1184), 1185 wird Wolfrat von Windebuch genannt. In diesem Jahr erscheint erstmals der Ortsname Windbuch. 1230 sind hier Hartleb und Ernst von Windbuch, dann folgt Otto der Winbucher und dann sein gleichnamiger Sohn. Am 27. November 1335 verkauft Ott der Winnpucher sein von Kaiser Ludwig gegebenes Lehen um „Sehtzehen pfunt Regenspurg pfenninge“ an die Reichen Alhart und Reichen Gebhart, beide Purg(er)n ze Amberch. Als Siegelzeugen treten u. a. der Ritter Heinreich von Puche, Diet(er)reich dee Egelseer und auch Wolf von Schönleiten, der Besitzer der Burg Wolfsegg, auf. Dieser Verkauf scheint aber nicht zustande gekommen zu sein, denn am 13. Januar 1343 verkauft Ott Winpuchär sein Gut zu Winpuch an das Kloster Ensdorf. Als Siegelzeugen treten auf: prawn de Wolf ze Schonläten (= Bruno Wolf von Schönleiten) Vlrich von Ennichofer, Ritter Hern dietrich den Hächel zu Rudcn und auch Otto der Prior. 1358 wird hier Chunrad meingotz genannt.
Auch die Paulsdorfer hatten ein Gut in Winbuch. Die „Jungfrau Osann die Paulsdorferin, Tochter des verstorbenen Konrad (IV.) Paulsdorfer zu Haselbach“ hat am 24. November 1361 eine Jahrtagsstiftung in das Siechenhaus zu Ensdorf aus ihrem Eigengut zu Winbuch gemacht.

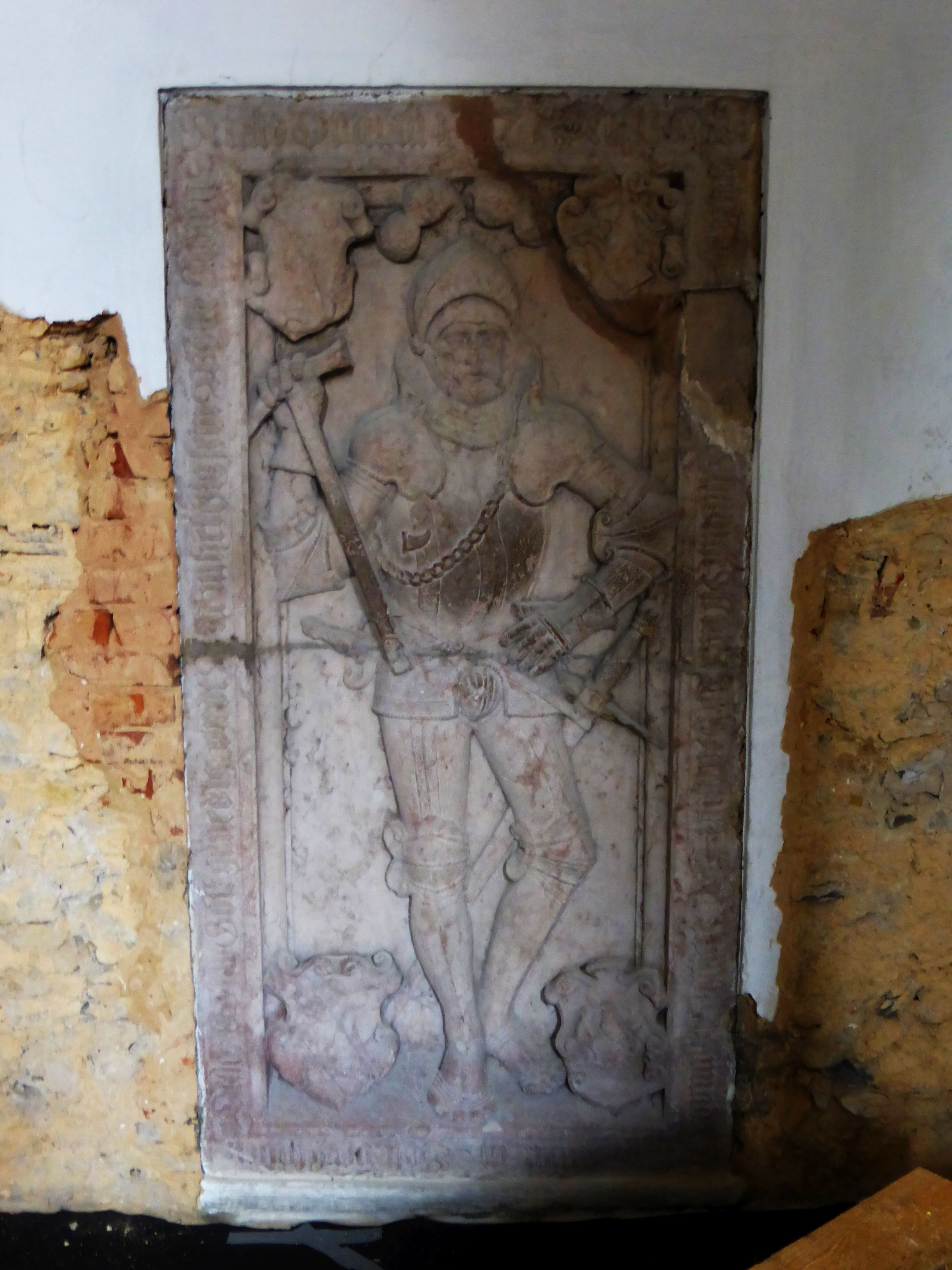
Grabplatte des Matheus Hausner von Winbuch (gestorben am 15. August 1571) in der Klosterkirche Ensdorf

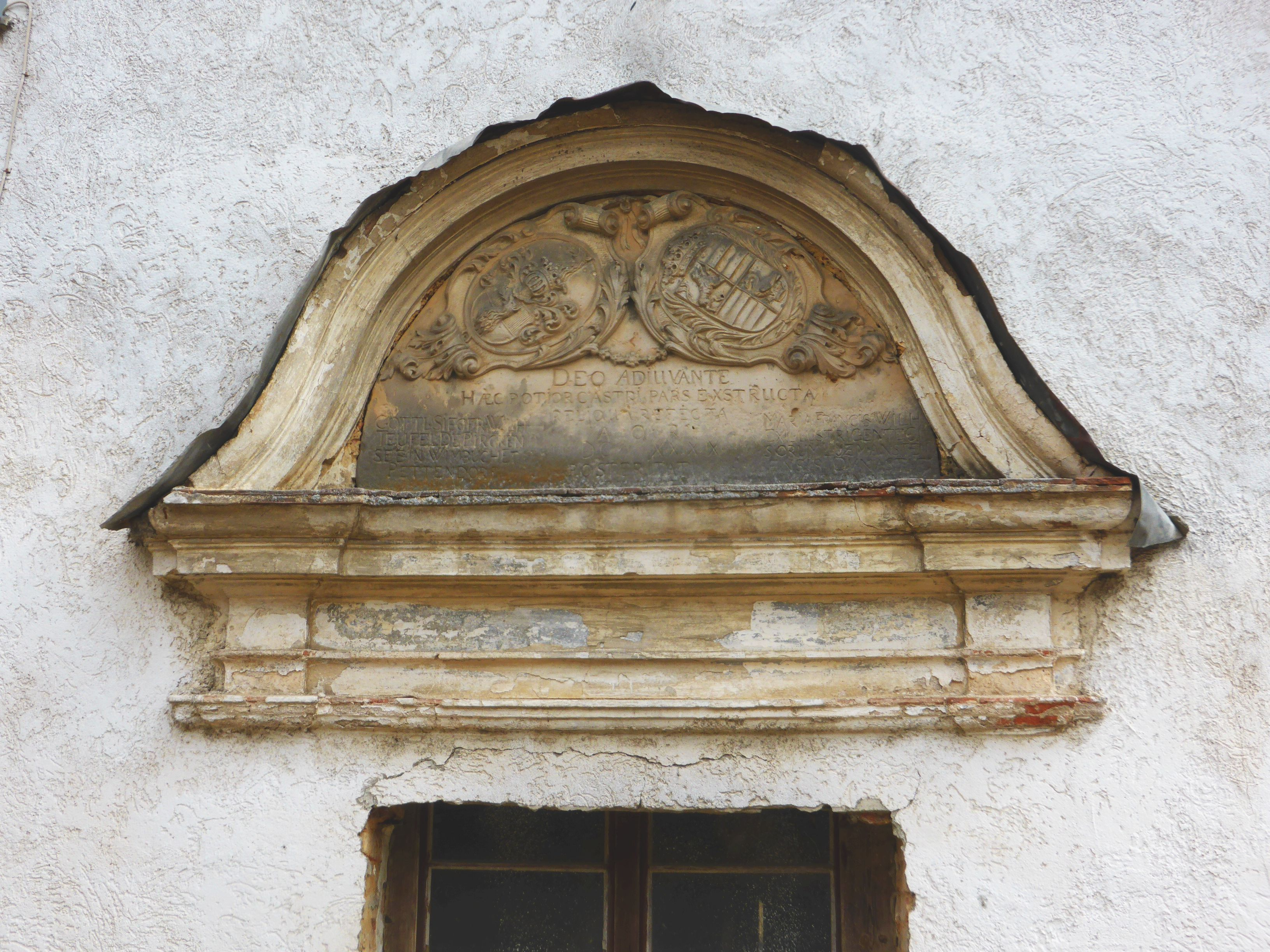
Allianzwappen am hinteren Eingang zu Schloss Winbuch

Nach den Winbuchnern kam der Besitz für nahezu vierhundert an das Geschlecht der Hausner. Genannt werden Ulrich Hausner (1382), Hans Hausner zu Winbuch (1411), Stefan Hausner zu Winbuch und Rieden (1456), 1482 Heinrich Hausner von Winbuch und Rieden (auch Richter in Ensdorf), Mattes und Peter Hausner zu Winbuch (1552). Unter diesen beiden erfolgte 1562 eine Erbteilung. 1573 werden die minderjährigen Brüder Hans und Georg Hausner und ihre Vormünder Wolf Teufel von Pirkensee und Hans Oberstätter zu Dietldorf genannt. Dann folgen Georg Hausner (1600), Hans und Bartlmä Hausner (1614) und Ludwig Bartlmä Hausner (1632); der Hans Joachim Hausner († 1697) war der Letzte seines Geschlechts.
1699 werden hier Gotzfried Ludwig Seydel und Johann Adam Teufel genannt, die beiden Schwiegersöhne des Hans Joachim Hausner. Auf diese folgt 1702 Konrad Thomas Rummel von Lonerstadt und Zell, 1711 Hans Wolfgang von Teufel, 1737 Siegfried Gottlieb Teufel und 1786 Henriette Teufel. Um 1810 tritt hier Georg Freiherr von Aretin als Besitzer auf, der umtriebige Gatte der Henriette Teufel. Aufgrund des Besitzes von Winbuch konnte er seine Aufnahme in die Kammer der Abgeordneten und der Bayerischen Ständeversammlung durchsetzen.

## Schloss und Ort Winbuch einst und jetzt
Zum Schloss gehörten einst ein zweistöckiges Ökonomiegebäude, ein Jägerhaus, ein Hofraum sowie ein Wurz- und Obstgarten. In seinem Bericht beschrieb der Schulprovisor Georg Hummel 1845 das Schloss Winbuch wie folgt:  „Das Schloß Winbuch, liegt gegen Osten, ist zwey Stöckig, hat in einem Stocke 8 Fenster in der Länge, und 3 in der Breite, wobei jedes 4 ½ Fuß hoch und 3 ½ Fuß weit ist. In der Länge zählt es 76 ½ Schuh, in der Breite 54 und in der Höhe 30 Schuh. Es ist noch ein zwey Stöckiges Oekonomiegebäude, eine Scheune und ein Jägerhaus vorhanden, der Hofraum und die Nebengebäude machen 72 Deci (1 Deci=34,07 m²). Gegen Westen vom Schloße ist ein Acker der 31 Deci hat und früher ein Obst und Wurzgarten war. Das Schloß und die übrigen Gebäude sind rings mit einer starken Mauer umgeben. Nächst am Schloßgarten gegen Osten befindet sich ein Wurzgarten der 66 Deci und gleich daneben ein Obstgarten, der 7 Tagwerk und 24 Deci (= Gesamtfläche: 25010 m²). in sich hat ... In diesem Garten standen über 2000 Stück Obstbäume von allen Sorten, die in dieser Umgebung gerne tragbar sind“.
Laut der „historisch-topographischen Schilderung der Hofmark Winbuch in der Oberpfalz und von Regensburg“ von 1845 waren das Dorf und die Hofmark ein Patrimonialgericht. Bis zum Jahre 1806 gehörte Winbuch zur Pfalz-Neuburg; danach kam es verwaltungsmäßig zur königlich bayerischen Regierung der Oberpfalz von Regensburg, zum königlichen Landgericht, Rentamte und Steuerdistrikt Burglengenfeld, zur Diözese Regensburg, zu dem Dekanat Regenstauf und der Pfarrei Vilshofen. Vor der Gebietsreform von 1972 gehörte Winbuch zum ehemaligen Landkreis Amberg. Winbuch blieb bis zum 1. Juli 1972 eine selbständige Gemeinde, bis dann unter dem letzten Bürgermeister Johann Feuerer die Eingemeindung Winbuchs nach Schmidmühlen erfolgte.
Das ehemalige Schlossgebäude ist ein Walmdachbau mit einem Wappen, das aus dem 17. und 18. Jahrhundert stammt. Die Inschrift lautet: DEO ADJUVANTE HAEC POTIOR CASTRI PARS EXSTRVCTA RELIQVA REFECTA A. O. R. MDCCXXXIX POSTERITATI SIVE CRATAE SIVE INGRATAE. Linkes Wappen: GOTTL. SIEGER. WILH. TEUFFEL DE PIRCKENSEE IN WIMBUCH ET PETTENDORF. Rechtes Wappen: MARIA FRANC, WILH. EX ILLUSTRI GENTE GISIORUM LUZMANSTEINEN SIS DYNASTIAE ORIUNDA.
Darin war das Gasthaus Metz untergebracht. Das frühere Ökonomiegebäude gibt es weiterhin. Der Schlossbau besitzt im Erdgeschoss schmiedeeiserne Fensterkörbe. Zu dem Schloss gehörte auch die daneben liegende Kirche St. Bartholomäus.

## Varia
In dem Schloss Winbuch praktizierte einst auch der fahrende Wundarzt Johann Andreas Eisenbarth. Sein hiesiges Wirken ist unter anderem im Taufbuch von Rieden belegt. Darin ist festgehalten, dass von ihm zwei Kinder getauft wurden: Clara Theresia am 25. Dezember 1712 und am 29. November 1713 Christophorus Michael Andreas (29. huius baptizatus est Christophorus Michael Andreas spectabilis Dni Jo. Andreas Eisenbarth et Barbara conjugis eius filiu Igtus).